# Michelangelo Buonarroti il Giovane

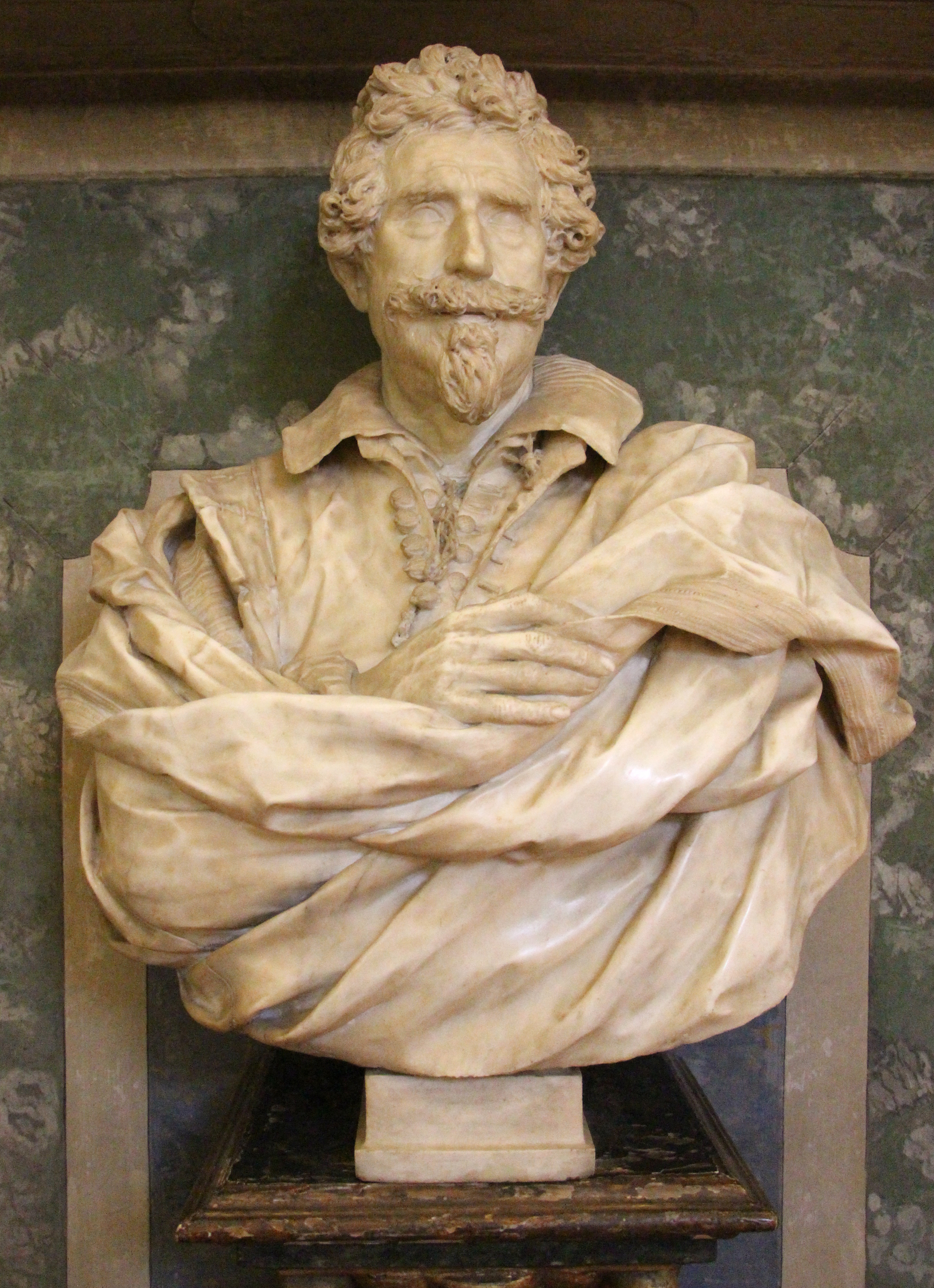
Giuliano Finelli, Busto di Michelangelo Buonarroti il Giovane, 1630

Michelangelo Buonarroti il Giovane (Firenze, 1568 – Firenze, 11 gennaio 1646) è stato uno scrittore italiano.

## Biografia
Pronipote del più famoso Michelangelo Buonarroti, Michelangelo detto il Giovane era figlio di Leonardo di Buonarroto Buonarroti Simoni (figlio del fratello minore di Michelangelo il Vecchio) e di Cassandra di Donato di Vincenzio Ridolfi. Non si conosce il giorno esatto della nascita; fu battezzato il 4 novembre 1568.
Si sa poco della sua prima educazione. Era membro dei cavalieri dell'Ordine di Malta e come tale si fece raffigurare sulle pareti di Casa Buonarroti. Si sa che a diciotto anni (1584) aveva già composto dei versi di gusto petrarchesco e che l'anno successivo entrava nella prestigiosa Accademia Fiorentina.
Fra il 1586 e il 1591 frequentò l'Università di Pisa. Vi conobbe Galileo Galilei, che vi insegnava matematiche, e vi frequentò Maffeo Barberini, il futuro papa Urbano VIII, che conosceva dall'infanzia e con il quale a Pisa addirittura condivideva la stanza. Nel 1590 amò Tedda da Scorno, che morì nel 1591. Intanto era entrato nell'Accademia della Crusca (1589) con il nome di Impastato, cominciando nel 1591 a collaborare alla prima redazione del Vocabolario, che sarà pubblicata nel 1612.
Tornato a Firenze, comincia ad affermarsi come accademico e poeta, stringendo importanti amicizie: Piero de' Bardi, conte di Vernio, Jacopo Soldani, Niccolò Arrighetti, Mario Guiducci, Camillo Della Gherardesca, con i quali fonda l'accademia dei Pastori Antellesi, nell'ambito della quale compone il "Racconto o novella dei Pastori Antellesi" e la Favola di Antilla e Mompello. Il 3 agosto 1594, durante uno "stravizzo" della Crusca, legge la Cicalata sopra il Ferragosto. Nel 1595 si stampa la Divina Commedia curata dalla Crusca, cui Michelangelo ha collaborato. Il successo accademico è coronato nel 1596 con l'elezione ad arciconsolo della Crusca e con il suo accoglimento nell'Accademia del Disegno (1598).
Nel 1600 a corte si festeggiano le nozze fra Maria de' Medici ed Enrico IV di Navarra, re di Francia. Michelangelo è incaricato di redigerne, secondo l'uso, una Descrizione da divulgare a stampa. Questo incarico ufficiale segna il suo ingresso a corte con un ruolo quasi di poeta cesareo e con speciali competenze nel campo degli spettacoli. Viene più volte incaricato di comporre "invenzioni" per mascherate, giostre, intermezzi, esecuzioni musicali, befanate, esibizioni cavalleresche, scene di carnevale. Nel 1605 gli viene commissionata la favola pastorale per musica Il natal d'Ercole, rappresentata e subito pubblicata. Per le nozze di Cosimo de' Medici, principe ereditario, con Maria Maddalena d'Austria, è incaricato di comporre la favola musicale Il giudizio di Paride, anch'esso immediatamente rappresentato a Palazzo Pitti e stampato. Nel 1611, nel casino di don Antonio de' Medici, si rappresenta La Tancia, commedia rusticale, che è probabilmente la sua opera più famosa. L'11 febbraio 1614 a Pitti si mette in scena Il passatempo con il Balletto della Cortesia, danzato da granduchi insieme a sei cavalieri e sei dame. In questo periodo ebbe una relazione amorosa con la cantante e musicista Francesca Caccini.
Ma la fortuna a corte stava per volgere al tramonto. L'occasione fu offerta dalla rappresentazione della Fiera nel teatro degli Uffizi l'11 febbraio 1619. I granduchi, e particolarmente la granduchessa madre Cristina di Lorena, l'accolsero con sfavore, criticando episodi troppo salaci e qualche libertà di linguaggio. In realtà il dissenso era piuttosto di natura ideologica. La Fiera, che ambiva ad assumere una funzione di satira morale, rappresentava la realtà sociale fiorentina in una prospettiva mercantile e borghese incompatibile con l'ideologia aristocratica che dominava ormai la corte medicea.
Da questo momento Michelangelo non fu proprio messo al bando (fra l'altro pronunciò l'orazione funebre di Cosimo II nel 1622), ma certo subì una specie di tacita emarginazione, vedendo diradarsi notevolmente gli impegni in confronto alle frequenti incombenze cortigiane che ne avevano confortato il successo fino ad allora. In alternativa agli impegni cortigiani, oltre a continuare a lavorare ostinatamente alla Fiera, che divenne l'opera della sua vita, espandendosi a dismisura, si dedicò al reastauro all'abbellimento della casa di via Ghibellina acquistata dal prozio, creando quella Galleria in cui si celebrava la gloria del grande artista e della sua famiglia e ponendo le basi delle raccolte dell'attuale museo di Casa Buonarroti a Firenze. A decorare la Galleria chiamò i più noti pittori sulla piazza, da Anastasio Fontebuoni a Jacopo Chimenti detto l'Empoli, da Giovanni Bilivert a Matteo Rosselli, da Valerio Marucelli a Filippo Tarchiani, da Fabrizio Boschi a Cosimo Gamberucci, a Francesco Furini, a Jacopo Vignali, a Matteo Rosselli, ad Artemisia Gentileschi ecc., oltre agli scultori Giuliano Finelli (che ne eseguì il busto), Domenico Pieratti e Antonio Novelli, esercitando un mecenatismo di notevole livello. Nel 1623 pubblicava anche per la prima volta le Rime di Michelangelo il Vecchio.
Nel 1623 fu eletto papa il vecchio amico Maffeo Barberini, che prese il nome di Urbano VIII. Michelangelo s'illuse che questo evento potesse cambiare la sua vita. Il suo busto marmoreo del 1630 lo raffigura infatti con un'ape, simbolo dei Barberini sul colletto. Ma da un viaggio a Roma (1629-1630) non ricavò altro che una modesta pensione. Instaurò rapporti anche con il resto della famiglia Barberini, soprattutto con Carlo, fratello del papa, e con il "cardinal nipote" Francesco. Questi rapporti però si fecero difficili quando le relazioni fra Firenze e Roma attraversarono un periodo di grave tensione al tempo della prima guerra di Castro (1640-1641).
L'ultima sua opera teatrale rappresentata a corte fu la favola pastorale La Siringa (Palazzo Vecchio, 1634). La vecchiaia fu amareggiata da una serie di lutti e da un rovescio finanziario, causato dal fallimento del banchiere Pietro Corsi (1640), presso il quale aveva investito il suo patrimonio. Negli ultimi anni si dedicò soprattutto alla vita in campagna e alla composizione delle Satire, sull'esempio dell'amico Jacopo Soldani.
Morì l'11 gennaio 1646. Fu sepolto nella basilica di Santa Croce.
Di lui restano molti volumi di autografi, con inediti, abbozzi di opere incompiute, minute di lettere, conservati quasi tutti nell'archivio di Casa Buonarroti a Firenze.

## Opere
Edizioni:

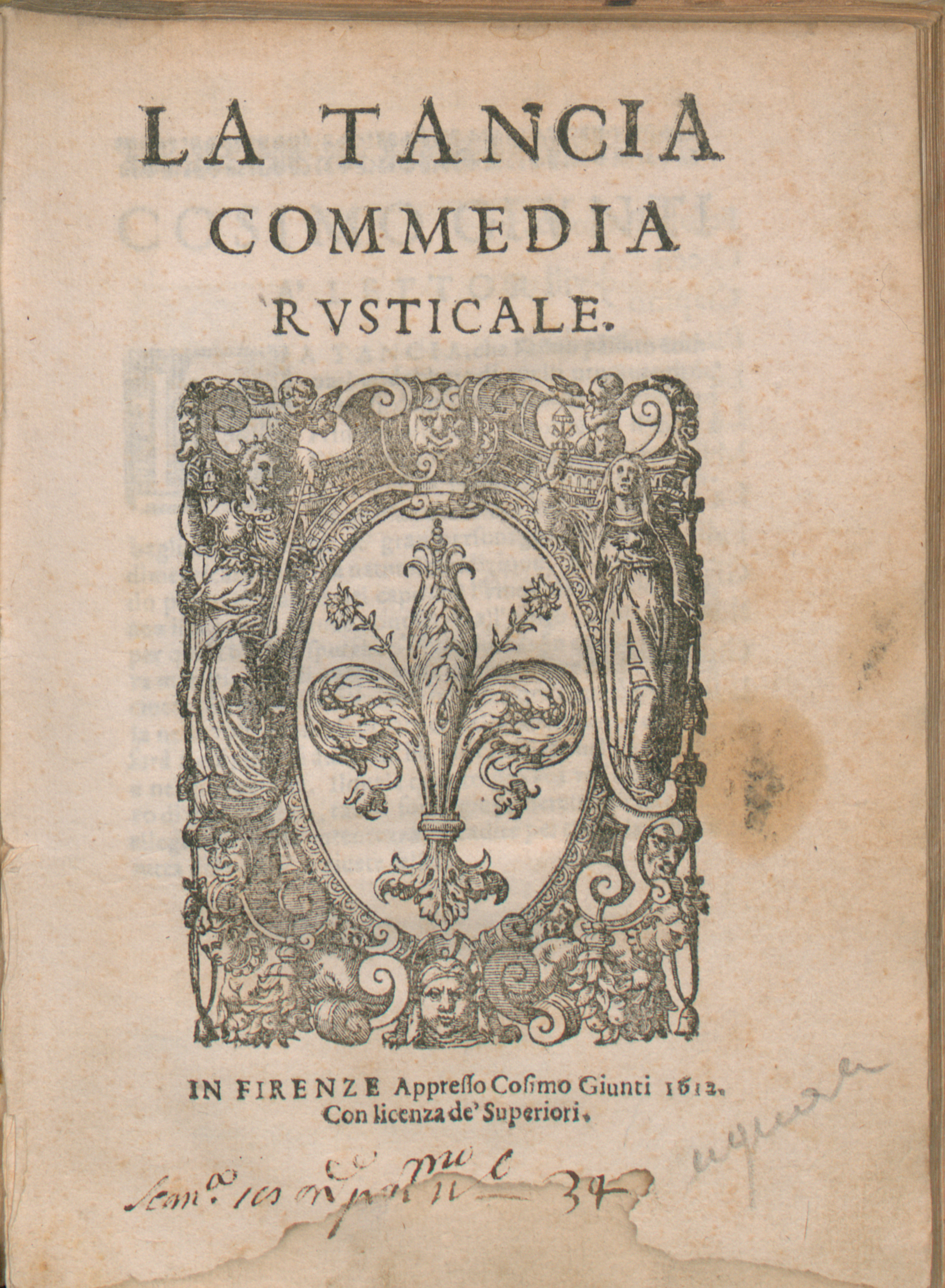
La Tancia, 1612

- Descrizione delle Felicissime Nozze della Cristianissima Maestà di Madama Maria Medici Regina di Francia e di Nauarra. Di Michelagnolo Buonarroti. In Firenze appresso Giorgio Marescotti. MDC. Con Licenza de' Superiori.
- Il Natal d'Ercole di Michelagnolo Buonarroti. Fauola rappresentata al Serenissimo Signor Don Alfonso da Este Principe di Modana, E all'Eccellentissimo Signor Don Luigi suo fratello, Nella venuta loro a Firenze. Da Madama Serenissima di Toscana. Nel palazzo dell'Eccellentiss. Sig. D. Antonio Medici. In Firenze Nella Stamperia de' Giunti. MDCV. Con licenzia de' Superiori.
- Il Giudizio di Paride Favola del S. Michelagnolo Buonarroti. Rappresentata nelle Felicissime Nozze del Sereniss. Cosimo Medici Principe di Toscana e della Seren. Principessa Maria Maddalena Arciduchessa di Austria, In Firenze, nella stamperia de Sermartelli, 1608.
- La Tancia Commedia rusticale, In Firenze, appresso Cosimo Giunti, 1612.
- Il Balletto Della Cortesia Fatto in Firenze Dalle S.S. A.A. di Toscana il di 11 di Febbraio 1613 [=1614]. Che fu introdotto da un altro trattenimento rappresentato in'iscena. In Firenze. Appresso gli Heredi del Marescotti 1613 [=1614]. Con licentia de' Superiori
- Delle Lodi del Granduca di Toscana Cosimo II. Orazione di Michelagnol Buonarroti. Recitata dà lui nell'Accademia Fiorentina il dì 21 di Dicembre 1621. In Firenze, Appresso Pietro Cecconcelli, Alle Stelle Medicee. Con Licenza de' Superiori. 1622.
- La Fiera Commedia di Michelagnolo Buonarruoti il Giovane e La Tancia Commedia Rusticale del Medesimo coll'Annotazioni dell'Abate Anton Maria Salvini Gentiluomo Fiorentino e Lettor delle Lettere Greche nello Studio Fiorentino. In Firenze MDCCXXVI. Nella Stamperia di S.A.R. Per li Tartini e Franchi. Con Licenza de' Superiori.
- Satire di Michelagnolo Buonarroti il Giovane date ora in luce la prima volta, [a cura di Luigi Carrer (Per le Nozze De Prà-Zannini)], Venezia, nella Tipografia di Alvisopoli, MDCCCXLV.
- L'ajone Favola narrativa burlesca di Michelangelo Buonarroti il Giovane con Note e con uno Spoglio lessicografico di Pietro Fanfani, Firenze, a spese dell'editore, 1852.
- La Fiera Commedia di Michelangelo Buonarroti il Giovane e La Tancia Commedia rusticale del Medesimo con Annotazioni di Pietro Fanfani, Firenze, Felice Le Monnier, 1860, 2 voll.
- Opere varie in versi ed in prosa di Michelangelo Buonarroti il Giovane alcune delle quali non mai stampate raccolte da Pietro Fanfani, Firenze, Felice Le Monnier, 1863.
- Il Passatempo, Favola di Michelangelo Buonarroti rappresentata il dì 11 di febbraio 1614 la sera di Carnevale nel Palazzo de' Pitti. Per la quale s'introdusse un Balletto detto della Cortesia nel quale intervennero i Serenissimi Gran Duca di Toscana e Arciduchessa, in Angelo Solerti, Musica, ballo e drammatica alla corte medicea dal 1600 al 1637. Notizie tratte da un Diario con appendice di testi inediti e rari (con illustrazioni), Firenze, Bemporad, 1905, pp. 281–333 [ristampa anastatica: Bologna, Forni ("Bibliotheca Musica Bononiensis", sez. III, n. 4), 1969].
- Il Balletto [della Cortesia], ivi, pp. 333–339.
- Siringa, Favola di Michelangiolo Buonarroti, ivi, pp. 519–588.
- La Tancia, in Teatro del Seicento, a cura di Luigi Fassò, Milano-Napoli, Riccardo Ricciardi Editore ("Letteratura italiana - Storia e testi"), 1956, pp. 859–1004.
- La Fiera. Redazione originaria (1619), a cura di Uberto Limentani, Firenze, Leo S. Olschki Editore ("Biblioteca dell'Archivum Romanicum", serie I, vol. 185), MCMLXXXIV.
- La Fiera. Seconda redazione. Prefazione, introduzione, testo critico e note a cura di Olimpia Pelosi, Napoli, Liguori Editore ("Biblioteca", 'Testi', 6), 2003.